# 6 Pułk Artylerii Lekkiej (LWP)
6 pułk artylerii lekkiej (6 pal) – oddział artylerii lekkiej ludowego Wojska Polskiego.

## Formowanie i zmiany organizacyjne
Pułk sformowany został we wsi Syrowatka, w okolicy Sum, na podstawie rozkazu dowódcy Armii Polskiej w ZSRR nr 01 z 1 kwietnia 1944. Jednostka wchodziła w skład 4 Pomorskiej Dywizji Piechoty z 1 Armii Wojska Polskiego. 10 września 1944 pod Warszawą żołnierze pułku złożyli przysięgę. Po zakończeniu działań wojennych pułk stacjonował w garnizonie Krotoszyn. Tam w 1947 otrzymał sztandar. Następnie przeniesiony do Kęszycy i podporządkowany dowódcy 5 Saskiej Dywizji Piechoty. Rozformowany razem z dywizją w 1957.

## Dowódcy pułku
- mjr Edward Kumpicki (do 12 IV 1945)
- ppłk Sergiusz Raskow
- ppłk Czesław Czubryt-Borkowski (IX 1948 – VII 1949)
- mjr Antoni Rybicki (był w 1956)[7]

## Skład etatowy
- Dowództwo i sztab
- 3 x dywizjon artylerii
  - 2 x bateria artylerii armat
  - 1 x bateria artylerii haubic
- bateria parkowa

Stan etatowy liczył 1093 żołnierzy, w tym 150 oficerów, 299 podoficerów i 644 kanonierów.
Na uzbrojeniu i wyposażeniu pułku znajdowały się:
- 76 mm armaty – 24
- 122 mm haubice – 12
- rusznice przeciwpancerne – 12
- samochody – 108
- ciągniki – 24

|  |  |

## Marsze i działania bojowe
We wrześniu 1944 pułk wspierał 1 Pułk Piechoty, w czasie forsowanie Wisły pod Siekierkami. W lutym 1945, działając dywizjonami wspierał walkę 4 DP o Dobrzycę, Golce, Karsibór, Bobrowo i Lubno. W marcu brał udział w walkach o Kołobrzeg, a następnie bronił wybrzeża morskiego na odcinku Kołobrzeg—Mrzeżyno.
|  |  |  |  |  |

|  |  |  |